# Storia del Montenegro
La storia del Montenegro inizia nell'Alto medioevo con la formazione del Regno di Doclea.

## Dalla preistoria al IV secolo circa

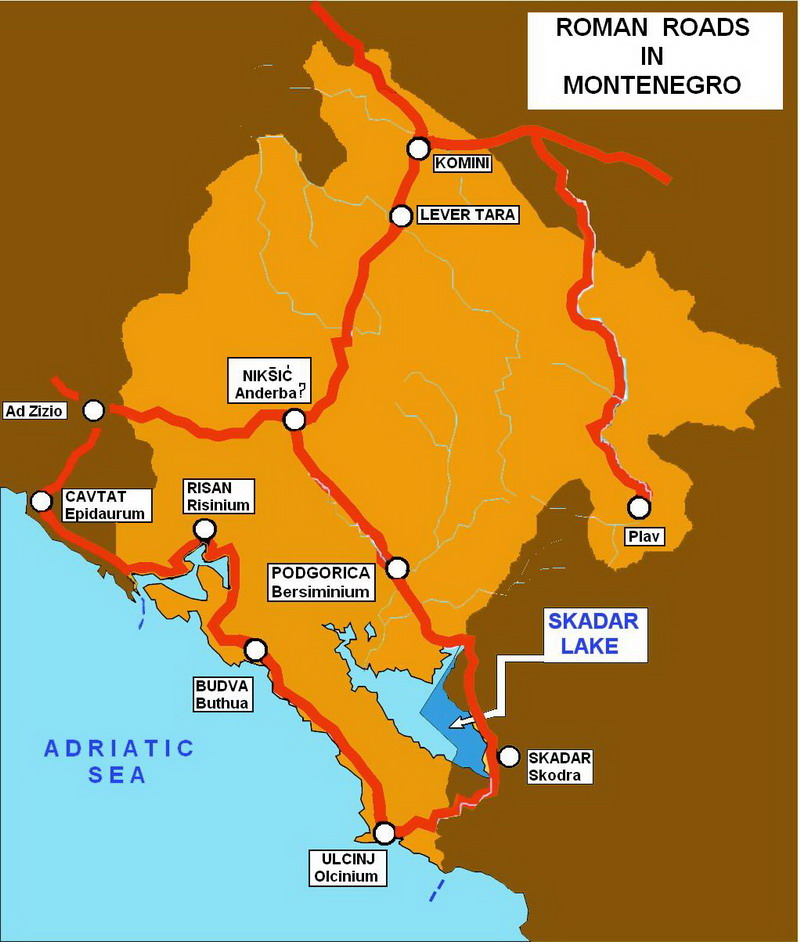
Strade romane in Montenegro.

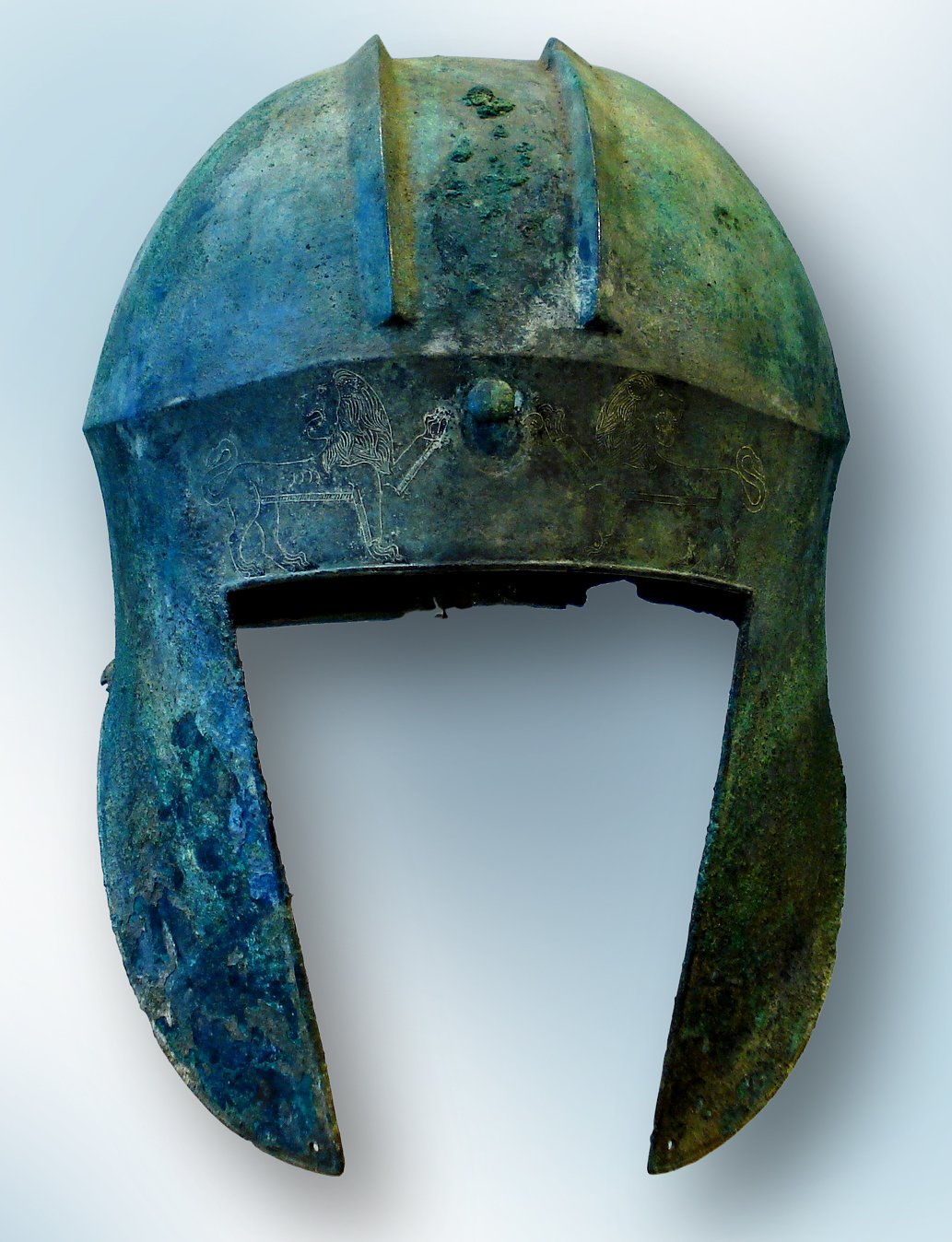
Elmetto greco-illirico in bronzo (VI-V secolo a.C.).

Prima dell'arrivo delle popolazioni slave nei Balcani durante il VI secolo, l'area attualmente conosciuta come Montenegro era abitata prevalentemente dagli Illiri. Lungo le coste adriatiche, si sono sviluppate varie colonie greche (circa VII-VI secolo a.C.) e celte (circa IV secolo a.C.).
Durante il III secolo a.C., emerse un regno illirico sotto Genti e Teuta con capitale Scutari. Successivamente, i Romani compirono alcune spedizioni militari contro i pirati con base nel regno illirico (Guerre illiriche) e nel 9 d.C. completarono la conquista del regno, annettendola alla provincia dell'Illyricum.
In seguito alla divisione dell'Impero romano fra Impero romano d'Occidente e d'Oriente e al Grande Scisma fra Chiesa di rito latino e Chiesa greco-ortodossa, si costituì il confine meridionale che attualmente separa il Montenegro dall'Albania.

## Regno di Doclea (IV-XI secolo)
Nel VI secolo, alcune tribù slave si spostarono nei Balcani: secondo il cronista bizantino, l'imperatore (945-959) Costantino Porfirogenito, tribù Croate si stanziarono in Slavonia e in Dalmazia e in una parte dell'attuale Bosnia ed Erzegovina, mentre tribù Serbe si stabilirono nella regione del Sangiaccato di Novi Pazar. Porfirogenito non specifica però chi si venne ad insediare sul territorio dell'attuale Montenegro.
Nei primi decenni del VII secolo, l'Illiria fu invasa dagli Avari. L'imperatore Eraclio I chiese aiuto contro di loro ai Serbi bianchi della Lusazia che, guidati dall'Arconte sconosciuto, nell'anno 630 occuparono le terre invase dagli Avari, liberandole. Come ricompensa, Eraclio permise ai Serbi di instaurare principati autonomi governati da un principe (in serbo-croato župan, ovvero giuppano), comunque, sotto la sovranità bizantina, nei territori da cui avevano scacciato gli invasori.
Tuttavia già in precedenza, nel 615, i Balcani erano considerati Sklavinia, abitati o sotto il controllo degli slavi, e l'imperatore Eraclio I nel 622 aveva costituito una confederazione di protettorati, tra cui la Doclea, quali stati-cuscinetto da contrapporre alle scorrerie delle popolazioni più a nord in territorio bizantino. La Doclea venne invasa dalle tribù slave, sia croate che serbe, le quali si andarono a mescolare con Illiri, Romani, Albanesi e Valacchi.
La volontà dell'imperatore fu anche che gli Slavi abbracciassero la fede cristiana e affidò a missionari della Chiesa latina la loro evangelizzazione. Numerosi benedettini giunsero nella regione per convertirne il popolo. Nel 732 Leone III l'Isaurico sottrasse al papato la giurisdizione religiosa sulla Doclea e l'affidò al Patriarcato di Costantinopoli che vi inviò molti monaci greci, per sottoporla ad un processo di ellenizzazione. Nelle città costiere, comunque, la cultura latina continuò ad essere quella predominante.
Oltre a deciderne l'organizzazione religiosa, l'imperatore stabilì che il principato di Doclea divenisse vassallo del Gran principato di Rascia su cui regnava la famiglia Vlastimirović, mantenendo, comunque, una certa autonomia. Sotto il regno del giuppano di Rascia Vlastimiro (825-850), i Serbi si ribellarono al potere bizantino e a quello dei religiosi cristiani: i pochi mercenari di Costantinopoli furono scacciati insieme al clero greco. Sotto il regno di Mutimiro (Мутимир, 860 - 891), invece, dopo la vittoria contro i Bulgari che avevano aggredito i principati serbi, per acquistare alleati tra gli stati cristiani, si decise la conversione al cristianesimo anche degli ultimi pagani presenti nelle terre della Doclea.
Il principe Časlav Klonimirović (927-950) unificò i principati di Zaclumia, Pagania, Travunia, Doclea e Rascia, Croazia e Bosnia in un unico stato che, però si dissolse appena dopo la sua morte. Tra i principati serbi, allora, la Doclea iniziò ad assumere una posizione sempre più di prestigio: suoi emissari governavano anche le enclavi bizantine di Cattaro, Antivari e Dulcigno che furono obbligate a versare tributi al sovrano di Doclea.
Quando l'imperatore Giovanni I Zimisce (969-976) invase e conquistò la Rascia, il suo župan si rifugiò in Doclea presso l'arconte Predimir (il primo sovrano di Doclea di cui si conosce il nome) che il popolo chiamava Re, gli diede in sposa la figlia Prechvala e si dichiarò suo vassallo. Predimir organizzò una ribellione popolare in Rascia e, quando i romani furono cacciati, la Rascia divenne uno stato vassallo della Doclea. Dopo la morte di Predimir, salì al trono il figlio Silvestro, cui successe il figlio Hlavimir che divise il regno tra i suoi tre figli. Alla morte di Hlavimir, il figlio Petrislav riunificò parte dei possedimenti paterni e si insediò in Doclea. Quando anche Petrislav morì, il trono passò a suo figlio Jovan Vladimir.
Jovan Vladimir intraprese una guerra contro le tribù albanesi che minacciavano i confini, lì batté e ne conquistò le terre includendo nei propri domini la città di Scutari. Dopo questa vittoria, però, fu sconfitto dall'esercito di Samuele di Bulgaria. Fatto prigioniero e condotto in Bulgaria, gli fu data in moglie la figlia dello Zar, Kossara. Dopo le nozze, gli fu consentito di tornare in Doclea e regnare come vassallo. Quando Samuele fu sconfitto dai Bizantini di Basilio II nel 1016, la Doclea fu libera dal vincolo di vassallaggio: Jovan Vladimir allargò la sua influenza sulle regioni circostanti diventando Re anche di Travunia e di Serbia, nell'ambito del Thema di Serbia, all'interno dell'Impero bizantino. Nel 1016 morì e a succedergli fu lo zio Dragomir che aveva sposato la figlia di Ljutomir, l'erede al trono di Rascia.

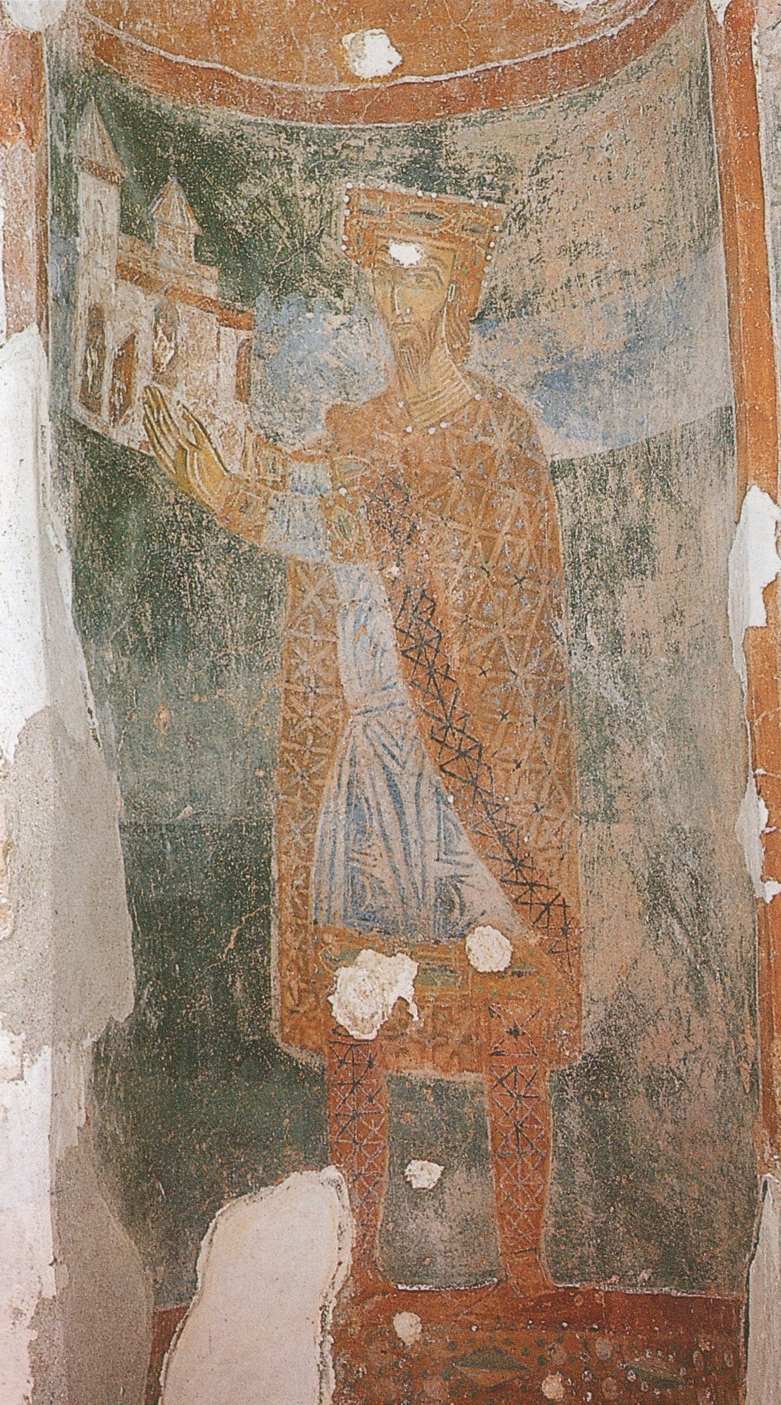
Mihailo Voislav

L'XI secolo fu per la regione un periodo di grandi conflitti tra gli stati slavi e con Bisanzio. L'inizio del secolo fu caratterizzato dall'anarchia seguita alla ribellione del popolo di Cattaro contro Dragomir che nel 1018 fu linciato dalla folla. Il figlio di Dragomir, Voislav (Војислав), anche chiamato Dobroslav, per un certo tempo non ebbe alcun potere e visse in povertà, ma si adoperò per sollevare il popolo contro l'Imperatore. Nel 1034 fu nominato capo di un movimento per la liberazione delle terre costiere dell'Adriatico. Nonostante questo, considerato controparte affidabile da Costantinopoli, assicurò la fedeltà della sua gente all'Impero, fu insignito del titolo di Stefano (Стефан, dal greco Στέφανος che significa corona), ossia incoronato, quindi, legittimo vassallo di Bisanzio, e si proclamò arconte dei Serbi. Acquistato pienamente il potere, nel 1035 guidò una sommossa. Le armate serbe furono sconfitte e Stefano Voislav arrestato nell'estate del 1036. L'imperatore mandò uno stratega a governare in suo nome le terre di Doclea. Fuggito dalla prigione, tornò a guidare la rivolta che, nel 1038 riuscì. Lo stratega fu cacciato e Voislav creò uno stato che si estendeva dal Lago di Scutari ai monti Hum. Portò aiuto anche a tutte le rivolte slave che stavano sorgendo nei Balcani da Belgrado a Skopje.
Nel 1040 emissari di Voislav andarono nella baia di Doclea a rubare il carico d'oro che una nave bizantina aveva perduto in un naufragio. Quest'azione portò una grande ricchezza nelle casse del sovrano, ma indispettì l'imperatore che inviò un'armata per recuperare l'oro e punire i Serbi, ma i bizantini furono battuti. Poiché, nel frattempo si sollevò, anche la Bulgaria, impegnando le forze militari bizantine, Costantinopoli non reagì ulteriormente.

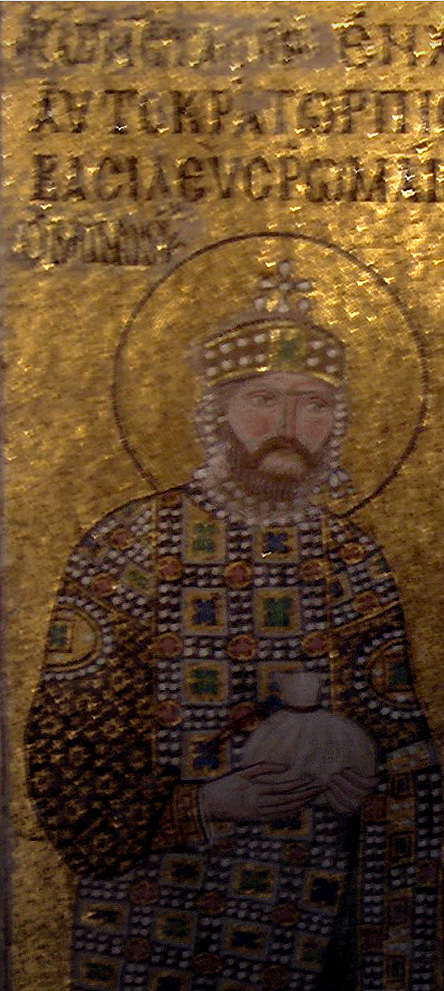
Costantino Monomaco

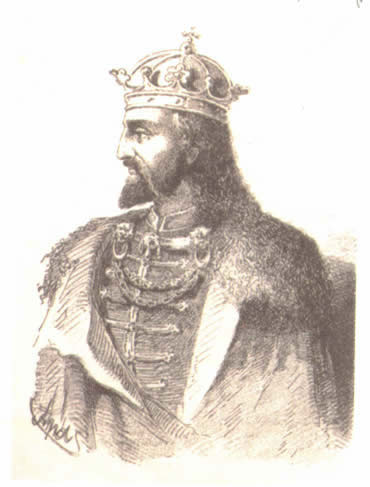
Costantino Bodin

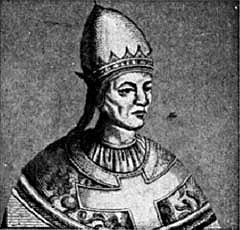
Papa Gregorio VII

Nel 1041 il nuovo imperatore Costantino IX Monomaco tornò a combattere Voislav con un potentissimo esercito, potendo contare anche sull'appoggio del giuppano di Zaclumia. Di nuovo Voislav risultò vincitore e annesse ai suoi possedimenti anche gran parte di Zaclumia; stipulò pure patti di amicizia coi sovrani di Bosnia e Rascia. La contemporanea vittoria slava guidata da Peter Deljan che si proclamò imperatore di Bulgaria pose fine alle possibilità di Bisanzio di continuare la guerra contro la Doclea.
Intorno al 1050 Stefano Voislav morì e gli succedette il figlio Mihailo che dovette subito sedare una rivolta in Travunia e che si affrettò a rinnovare la promessa di fedeltà a Bisanzio, sposando una nipote di Costantino IX. L'imperatore gli concesse il titolo di protospator e per 20 anni i rapporti tra la Doclea e l'Impero furono pacifici. La capitale ella Doclea fu fissata a Cattaro.
Nel 1055 si consumò il grande scisma d'Oriente tra la Chiesa cristiana ortodossa e quella cattolica. La Doclea si trovò al centro di questa divisione. Mihailo si dichiarò fedele al Papato e chiese, però, la creazione di una chiesa autocefala. Papa Alessandro II rispose con la creazione di una diocesi ad Antivari nel 1067. Quando nel 1071 l'imperatore Romano IV venne catturato da Turchi selgiuchidi dopo la battaglia di Manzicerta, Mihailo interruppe le relazioni con Bisanzio e nel 1072 inviò suo figlio Costantino Bodin a combattere a fianco dei ribelli macedoni contro l'Impero per liberare la Bulgaria. L'esercito di Costantino riportò numerose vittorie e egli stesso fu incoronato imperatore dei bulgari col nome di Pietro III. Mihailo, approfittando della situazione positiva, attaccò, alleandosi ai Croati le città costiere della Dalmazia. La sorte, però, divenne sfavorevole a Bodin, e ben presto fu sopraffatto e arrestato dalle forze bizantine che si mossero anche verso la Dalmazia per recuperarla dalla conquista di Mihailo. Nel 1074 fu siglata una tregua. Nel 1076 Mihailo conquistò Ragusa di Dalmazia e nello stesso anno fu incoronato da un emissario di papa Gregorio VII Re degli Slavi. Con l'aiuto di commercianti veneziani, riuscì a liberare suo figlio Bodin dalla prigionia a Costantinopoli e gli fece sposare nel 1080 la figlia del principe normanno Roberto il Guiscardo. Mihailo continuò a dichiararsi fedele a Roma per uscire dall'influenza bizantina, ma, contemporaneamente, favorì i riti religiosi ortodossi per non soggiacere totalmente al Papa.
Costantino Bodin successe al padre Mihailo nel 1081. Quando i Normanni e Bisanzio si affrontarono in guerra, Bodin rimase neutrale anche se ufficiosamente aiutò i Normanni, e contemporaneamente conquistò la Rascia e la Bosnia. Difese apertamente papa Urbano II nella sua lotta con l'antipapa Clemente III e per questo il Pontefice, l'8 gennaio 1089 elevò il vescovado di Antivari ad arcidiocesi con giurisdizione su Rascia e Doclea (Serbia), Bosnia, Travunia e Zaclumia, Cattaro e Dulcigno.

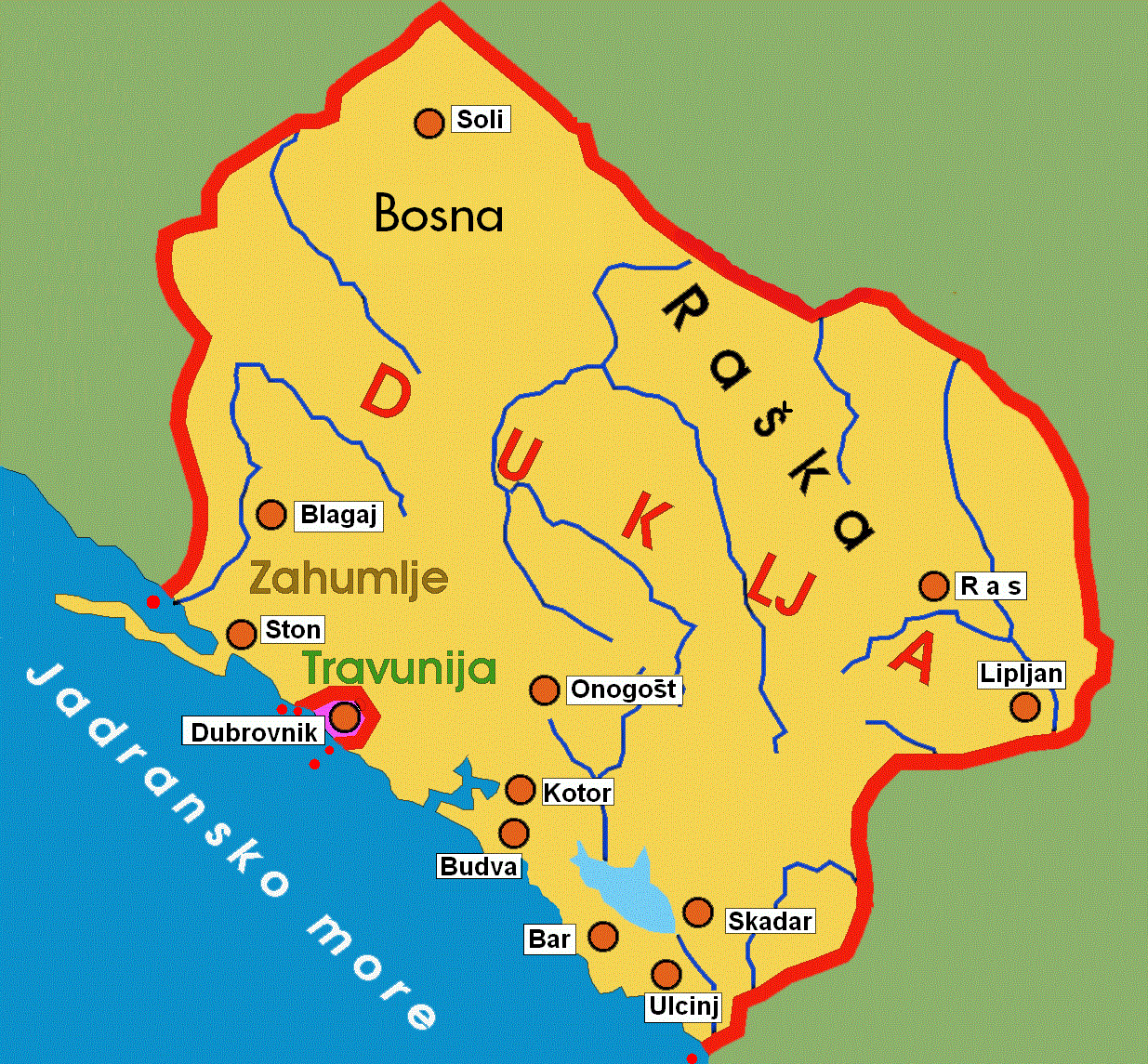
La Doclea intorno all'anno 1100.

Morto Costantino Bodin nel 1011, in Doclea si scatenò una guerra dinastica che vide contrapposta la vedova di Bodin e i suoi figli al fratellastro del sovrano, Dobroslav II. Nella lotta intervennero Bisanzio e la Rascia.
Tra il 1101 e il 1150 il trono passò di mano sette volte. L'ultimo sovrano della Doclea autonoma fu il principe Radoslav che, quando morì nel 1162, aveva ormai perduto tutte le terre a favore del Gran principato di Rascia.

## Il periodo di dominazione serba (XII-XV secolo)
Sul trono di Rascia sedeva il fratello di Stacimir, Tihomir che nel 1168 fu spodestato da un altro fratello, Stefano Nemanja. Nemanja nel 1186 mise sul trono di Doclea suo figlio primogenito Vukan che mantenne buoni rapporti con Roma, dichiarandosi cattolico e sposando una parente di papa Innocenzo III.

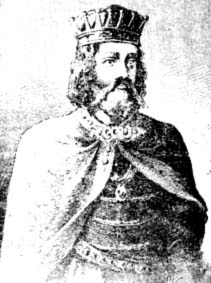
Stefano Nemanja

Alla morte di Nemanja, nel 1199 gli successe sul trono di Rascia il figlio minore Stefano II. Irritato per non essere stato scelto dal padre per diventare Gran principe, Vukan mosse guerra al fratello, conquistò il potere in Rascia nel 1202, ma nel 1204 fu spodestato da Stefano e tornò a governare la Doclea. È in questo periodo che il nome di Doclea viene ufficialmente cambiato in Principato di Zeta.
Stefano II nel 1217 prese il titolo di Re dei Serbi. Da quel momento la Doclea, benché titolare di una certa autonomia, sarà parte integrante della Serbia e sottoposta ad un'adesione forzata alla fede ortodossa e ad un processo di assimilazione culturale serbo voluto dai sovrani della dinastia Nemanjić. Nel 1516 il governo del paese fu affidato dall'ultimo principe al primo dignitario spirituale, il Metropolita o "Vladika". 
Nel 1496, gli Ottomani conquistarono Zeta e la consolidarono nel neocostituito Sangiaccato del Montenegro, ponendo così fine al suo principato.

## Il controllo veneziano e ottomano (XV-XIX)
Con l'invasione turca la regione montenegrina fu costretta a dichiararsi tributaria della Porta ottomana, mantenendo una propria autonomia nella compagine dell'impero islamico (XVI secolo). La zona costiera tuttavia già dal 1420 vedeva la presenza di forti presidi veneziani (Bocche di Cattaro) che avevano tolto ogni sbocco marino al vladikato montenegrino. Le due zone, almeno fino al 1797, ebbero due sorti politiche diverse.
Parte dell'attuale Montenegro, chiamata Sangiaccato, fu sotto il diretto controllo ottomano dal 1498 al 1912, mentre la parte più occidentale del Montenegro costiero fu sotto il controllo veneziano e il resto del Montenegro fu autonomo dal 1516, quando Vladika Vavila fu eletto sovrano del Montenegro dai suoi clan e, con il permesso dell'Impero ottomano, divenne uno stato teocratico e non laico. Solo i piccoli centri cittadini come Cettigne e Njeguši erano controllati dagli ottomani, ma le montagne e le aree rurali erano autonome e controllate da diversi clan montenegrini, società guerriere che pagavano una tassa speciale all'Impero ottomano . 
Nel 1514, il territorio ottomano del Montenegro fu proclamato come un Sangiaccato separato del Montenegro, per ordine del sultano Beyazid II. Come primo governatore fu scelto il figlio di Ivan Crnojević, Staniša (Skenderbeg Crnojević), che si convertì all'Islam e governò fino alla sua morte nel 1528. Nonostante l'enfatizzata crudeltà di Skenderbeg, gli Ottomani non avevano un potere effettivo in Montenegro. 
Nel 1697 la dignità di Vladika diviene ereditaria con l'elezione di Danilo Petrović-Njegoš. Il suo discendente vladika Pietro II (-19 ottobre 1851) aveva nominato come successore suo nipote Danilo (n.to il 15 maggio 1826) il quale, una volta asceso al potere, decise di separare la dignità spirituale da quella temporale e si dichiarò principe sovrano, creando le basi di una dinastia indipendente ed ereditaria col diritto di primogenitura maschile.
La dinastia teocratica dei Petrović fu temporaneamente interrotta dall'usurpatore "Scepan Mali" (Stefano il piccolo), avventuriero di oscure origini che si fece riconoscere come zar Pietro III da alcune tribù montenegrine, nonostante il vladika Sava avesse pubblicato una lettera della corte russa che dichiarava falsa l'identità assunta da Stefano. Le tribù montanare furono presto organizzate militarmente in modo più moderno da Stefano, il che gli permise di sconfiggere prima una spedizione militare ottomana inviata dal sultano che non vedeva di buon occhio il tentativo di creare un regno (per giunta con a capo uno zar) nel proprio impero (1768). Poi fu la volta dei russi nel 1769 che a questo punto preferirono avere un alleato all'interno dell'impero ottomano, ed infine di una spedizione veneta che fu decimata a Cattaro nel 1770. Stefan fu tuttavia assassinato nel 1773 dal suo barbiere la cui famiglia era stata presa in ostaggio dal sultano nella speranza di convincerlo a tradire il suo sovrano.

## La prima indipendenza (1878-1918)

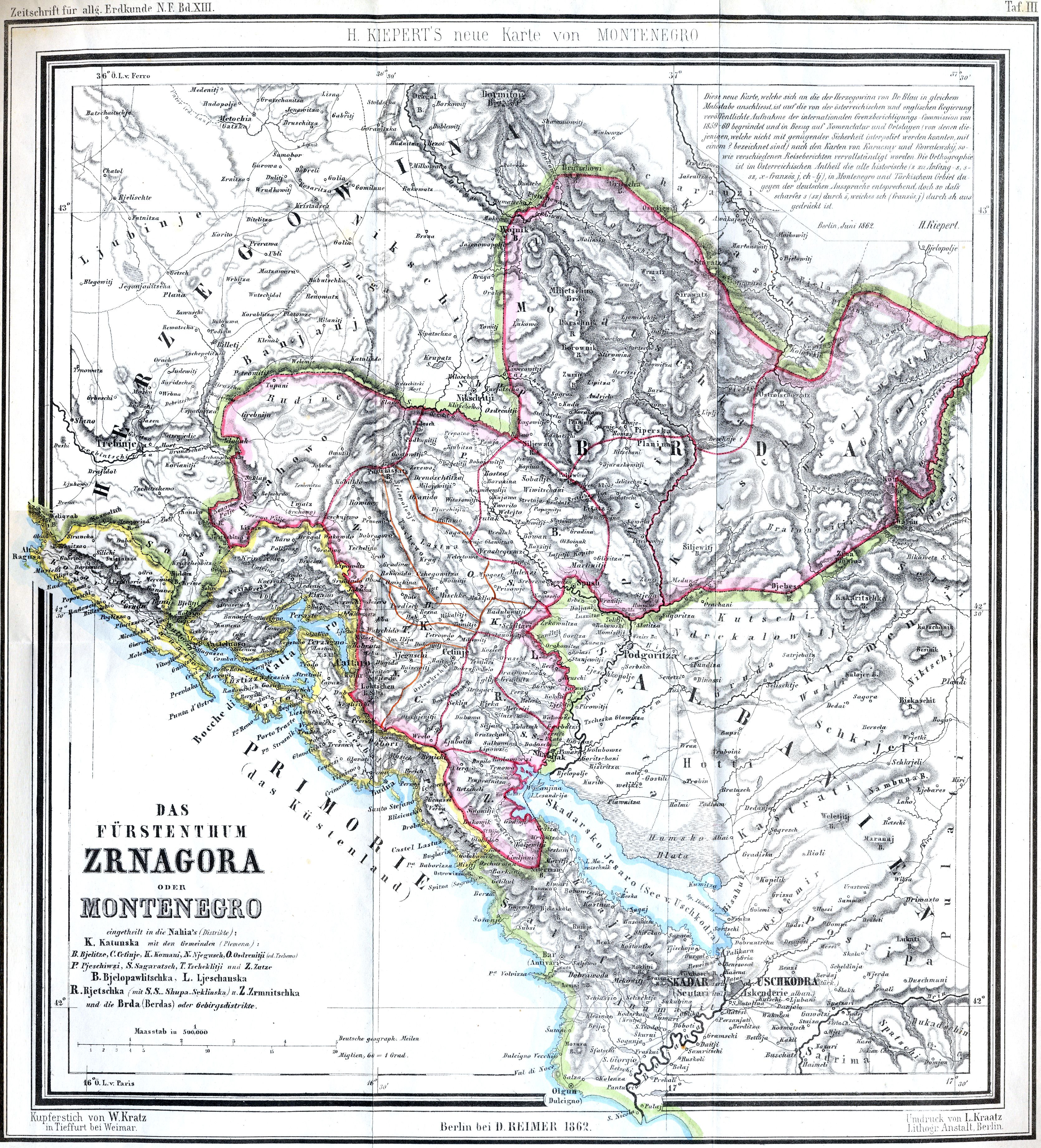
Mappa del Montenegro del 1862.

Il Principato venne fondato il 2 marzo 1852 dal Knjaz (principe) Danilo I Petrović-Njegoš, quando il principe Danilo, allora conosciuto come Vladika Danilo II, decise di rovesciare la sua carica ecclesiastica di Vladika e di sposarsi, il che, dopo secoli di governo teocratico, trasformò il Montenegro in un principato secolare.
Il 13 agosto 1860 il principe Danilo muore a Cattaro a seguito di un colpo di pistola tirato da un fuggiasco montenegrino il giorno prima. Dal matrimonio con Davinka Kvekivoca, figlia di un negoziante serbo di Trieste e sposata nel 1854, aveva avuto un figlio che alla sua morte aveva due anni e fu posto sotto la reggenza della vedova. Sale allora al trono il figlio di suo fratello Mirko, il principe Nikola, che viene proclamato sovrano il 14 agosto a Cettigne col nome di Nicola I Petrovic-Njegos. Questi l'8 novembre 1860 si sposa con Milena Petrowska Wucotidova, figlia del senatore Pietro Wukotich, capitano della Guardia del corpo del principe. Il titolo assunto da Nicola come principe fu "Gospodar" ma le popolazioni montane continuarono a chiamarlo "Sacro Signore" (Vladika).

### Battaglia di Grahovac
Mirko Petrović-Njegoš, fratello maggiore di Danilo, condusse un esercito forte di 7.500 soldati e vinse una battaglia cruciale contro i turchi a Grahovac il 1º maggio 1858. Le forze turche furono sbaragliate; un considerevole arsenale di trofei di guerra fu abbandonato nelle mani dei montenegrini, per essere poi restituito nelle guerre di indipendenza del 1862 e 1875—1878.
Questa grande vittoria ebbe un significato politico anche maggiore. La gloria delle armi montenegrine fu subito immortalata nelle canzoni e nella letteratura di tutti gli slavi meridionali, in particolare dai serbi in Voivodina, allora parte dell'Austria-Ungheria. Questa vittoria del Montenegro obbligò le Grandi Potenze a demarcare ufficialmente il confine tra il Montenegro e l'Impero ottomano, de facto riconoscendo la lunga indipendenza del Montenegro. La nazione ottenne Grahovo, Rudine, Nikšić's Župa, più di metà di Drobnjaci, Tušina, Uskoci, Lipovo, Vasojevići Alta, e parti di Kuči e Dodoši.

### Il Regno
Il 28 agosto 1910 il Principato fu proclamato Regno da Nicola I, che divenne per l'appunto Re.

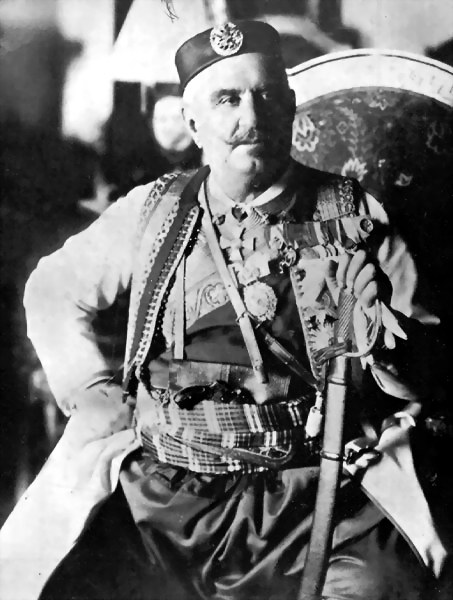
Nicola I del Montenegro

Le guerre balcaniche (1912—1913) si rivelarono l'inizio del rovesciamento del Re. Il Montenegro ottenne ulteriori conquiste territoriali dividendosi il Sangiaccato di Novi Pazar con la Serbia il 30 maggio 1913. Tuttavia, il regno incorporò così una grande popolazione che non si sentiva parte della nazione.
Inoltre, la neo-conquistata città di Scutari dovette essere ceduta al nuovo stato dell'Albania su insistenza delle Grandi Potenze, nonostante i montenegrini avessero pagato la conquista della città dall'Impero ottomano con 10.000 vite.
Durante la prima guerra mondiale il Montenegro si alleò con le Potenze Alleate e dal 15 gennaio 1916 fino all'ottobre del 1918 venne occupato dall'Austria-Ungheria. Abdicato nel 1918 Nicola mori a 80 anni in esilio ad Antibes (Francia) nel 1921.

## Prima guerra mondiale e perdita dell'indipendenza
Il 20 luglio 1917 fu firmata la Dichiarazione di Corfù e, malgrado essa non facesse cenno al Montenegro, durante i lavori fu stabilita l'annessione del regno al nuovo Stato degli Slavi del Sud. Il 29 ottobre 1918 veniva proclamato lo Stato degli Sloveni, dei Croati e dei Serbi, nato nelle regioni prima parte dell'Austria-Ungheria abitate da Slavi meridionali, che comprendeva Sloveni, Croati, Bosniaci e i Serbi che risiedevano in Bosnia, che il 1º dicembre 1918 diede vita alla formazione del Regno dei Serbi, dei Croati e degli Sloveni, guidato dalla dinastia dei Karađorđević. Nicola I, in esilio in Italia da quando il Montenegro era stato occupato dagli austroungarici, si oppose all'annessione del suo regno al nuovo Stato, privilegiando una forma di confederazione paritaria fra Stati sovrani, mentre gli esponenti del governo filo-serbo installato dagli Alleati a Cettigne proclamavano la loro volontà di unione. Il paese venne occupato dalle truppe alleate - sulla costa - e da quelle serbe nell'entroterra. I serbi impedirono il rientro degli esuli e dei prigionieri di guerra montenegrini, organizzarono una milizia filo-serba armata e organizzarono un "consiglio nazionale" annessionista. La neoeletta assemblea nazionale, costituita in un clima di intimidazioni e minacce da parte delle milizie armate filo-serbe, votò il 26 novembre 1918 la deposizione del re e l'annessione totale alla Serbia. Il 1º dicembre successivo venne proclamato il Regno dei Serbi, dei Croati e degli Sloveni senza alcuna rappresentanza montenegrina. Il paese risultava spaccato nei due partiti dei "bianchi" (filo serbi) e dei "verdi" (lealisti). Il 6 dicembre scoppiò una prima rivolta armata dei "verdi", subito repressa, e il paese avrebbe vissuto in uno stato di guerra civile fino al 1924.
Alla conferenza di Versailles non fu invitato alcun rappresentante montenegrino e il paese rimase occupato dalle truppe serbe, italiane e francesi. Nel luglio 1919 gli italiani favorirono uno sbarco sulla costa di circa 120 ufficiali indipendentisti dando il via a una nuova fase di guerra civile, complicata dall'apparizione di una fazione comunista filo-annessionista. L'avvento in Italia del governo Nitti pose fine all'appoggio di Roma all'indipendentismo montenegrino, che invece si appoggiò a D'Annunzio e ai fiumani. Il 18 novembre 1920 il governo montenegrino in esilio chiese l'ammissione alla Società delle Nazioni, ma la domanda venne respinta. Dieci giorni dopo si tennero consultazioni elettorali nelle quali non fu consentita la candidatura agli indipendentisti e vide oltre alla scontata affermazione degli annessionisti, un buon risultato per i bolscevichi. Il 1º marzo 1921 morì re Nicola I e anche l'Italia abbandonò il governo montenegrino in esilio. Secondo il politico britannico H. J. Gladstone, "il Montenegro non avrebbe potuto essere trattato peggio se avesse combattuto con gli Imperi Centrali".
Il Montenegro fu quindi inquadrato nella banovina della Zeta in seno al Regno di Jugoslavia sotto il regno di Alessandro I. La sede amministrativa della banovina fu stabilita a Cettigne, capitale dell'ex regno montenegrino. Oltre alla perdita della sovranità, il Montenegro dovette soffrire una situazione economica precaria, derivante sia dal mancato pagamento dei danni subiti durante la grande guerra, dovuti in quanto parte degli alleati, che dalla mancanza di infrastrutture con la maggioranza della popolazione sparsa nelle aree rurali.

## Seconda guerra mondiale

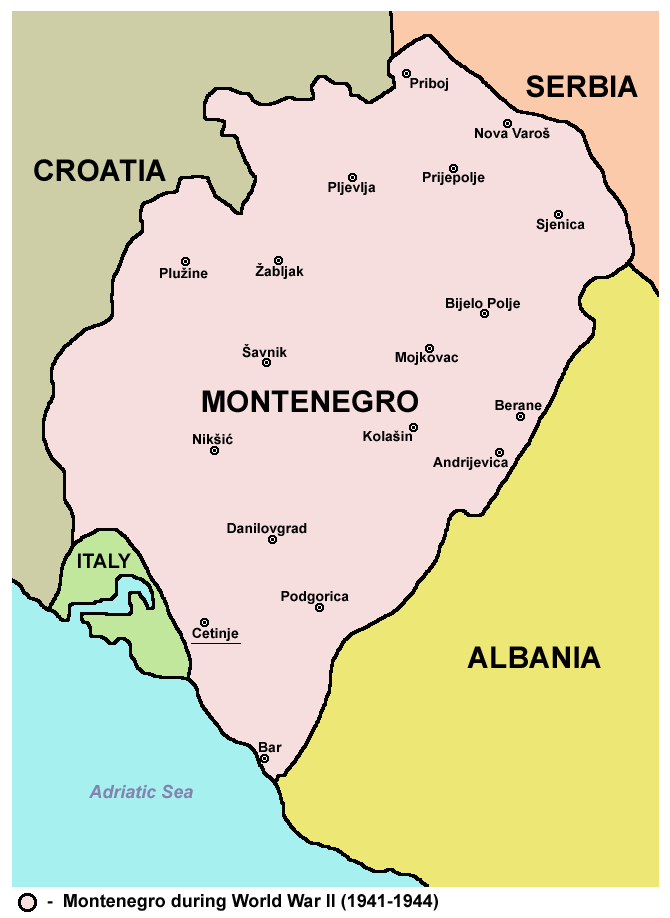

L'occupazione italiana del Montenegro e del Sangiaccato avvenne nell'aprile del 1941 durante l'invasione del Regno di Jugoslavia.
Nel 1941 gli eserciti dell'Italia fascista, del Terzo Reich, della Bulgaria e dell'Ungheria (l'Ungheria partecipò solo all'operazione 25) occuparono i territori balcani e della Grecia. Il Regio Esercito Italiano (R.E.I.) era presente con ben 31 Divisioni e 670.000 soldati. All'inizio tutto il territorio del Montenegro e il Sangiaccato fu occupato e presidiato dalla Divisione di fanteria “Messina”, dai Reali Carabinieri, dalla Polizia, Guardia di Finanza e dalle Unità di cetnici montenegrini. Successivamente l'area delle Bocche del Cattaro fu annessa al Regno d'Italia come una nuova provincia italiana, dipendente dal Governatorato della Dalmazia.
A seguito dell'invasione della Jugoslavia da parte della Germania e dell'Italia del 6 aprile del 1941, e della conseguente resa dell'Armata Reale Jugoslava del 17 aprile del 1941, Sekula Drljević, il leader dei federalisti montenegrini nel Regno di Jugoslavia, formò il Comitato Amministrativo Provvisorio del Montenegro, che collaborò con il governo fascista italiano. Il comitato fu sciolto il 5 maggio del 1941 e si formò un Consiglio Montenegrino per sovraintendere all'occupazione italiana. Nel frattempo l'Italia aveva creato il Governatorato del Montenegro, governatore Serafino Mazzolini.
Il governo fascista italiano era incerto se ricostituire uno Stato montenegrino o se ricomprendere il Montenegro nel progetto della Grande Italia, che doveva inglobare l'Adriatico fino alle coste dell'Albania. Prevalse l'idea di ricostituire il Regno del Montenegro ma non con un sovrano montenegrino, bensì in Unione personale col Re d'Italia, soluzione questa adottata per l'Albania.
Vittorio Emanuele III, forse per l'influenza della moglie, la regina Elena di Montenegro, figlia del re Nicola I del Montenegro, sosteneva la creazione del Regno indipendente del Montenegro (e in tal senso convinse Mussolini) contro il parere dei seguaci croati di Ante Pavelić e degli Albanesi, che avrebbero voluto dividere il Montenegro tra i rispettivi Stati. Il Regno sarebbe stato comunque posto sotto il controllo del governo fascista e Krsto Zrnov Popović ritornò in patria dal suo esilio a Roma nel tentativo di guidare gli Zelenaši nella ricostituzione di una monarchia indipendente del Montenegro.
Sotto pressioni della regina Elena la corona fu offerta a suo nipote Michele Petrović, nipote anche dell'ex re Nicola, ma costui, il principe Michele I del Montenegro rifiutò la corona, dichiarando agli emissari italiani che non riteneva possibile la vittoria italiana nella Seconda guerra mondiale. Nel dopoguerra affermò invece che lo aveva spinto al rifiuto la propria lealtà per suo nipote, Pietro II di Jugoslavia. Vennero contattati allora i principi Roman e Nicola Romanoff, rispettivamente figlio e nipote di Milica Petrović Romanoff, sorella della regina Elena, ma anch'essi rifiutarono la Corona. Sorse allora la candidatura della regina d'Italia Elena, gradita al Ministro degli Esteri Galeazzo Ciano e sostenuta dalla popolazione montenegrina presso la quale Elena era popolare, ma Elena assolutamente non accettò, forse perché aliena dalla politica.
Il 12 luglio 1941 si riuniva solennemente a Cettigne l'Assemblea nazionale costituente, presieduta da Sekula Drljević, che proclamò l'indipendenza e la ricostituzione del Regno del Montenegro. In assenza di un Sovrano, l'Assemblea creava una Reggenza e demandava a Vittorio Emanuele III la nomina del Reggente del Montenegro. Ma il giorno successivo, 13 luglio 1941, parte della popolazione insorgeva cogliendo di sorpresa le truppe italiane di occupazione, impadronendosi di tutto il territorio tranne delle città di Podgorizza e di Cettigne. Ristabilitasi la situazione anteriore, dopo scontri sanguinosi e a volte efferati fra ribelli e truppe italiane, il Governo italiano costituiva un Governatorato militare, governatore Alessandro Pirzio Biroli; la proclamazione d'indipendenza non veniva revocata, ma ogni decisione dell'Assemblea Costituente sospesa. Il Montenegro rimaneva in una situazione giuridica assai incerta, in quanto il Governatore militare emetteva varie leggi e venivano anche stampati dei francobolli montenegrini, la moneta era invece quella italiana.
Nel 1942 il paese fu investito dallo scoppio della guerra civile, quando i Esercito Popolare di Liberazione della Jugoslavia e l'Esercito Jugoslavo in Patria iniziarono a combattere contro i separatisti montenegrini e le forze dell'Asse. Con il passar del tempo il conflitto in Montenegro divenne estremamente caotico e feroce, anche perché si formarono e si ruppero quasi ogni combinazione di alleanze tra le diverse fazioni in guerra. In questo quadro, nel paese fu attivo anche il secondo corpo di volontari serbi.
I confini nazionali esistevano solo sulla carta. In particolare dopo la primavera del 1942, gran parte della regione del Sangiaccato inclusa nominalmente nello stato del Montenegro, di fatto non era controllata. Inoltre le Bocche di Cattaro erano annesse alla provincia dalmata del Regno d'Italia e lo furono fino al settembre del 1943, quando lo Stato Indipendente di Croazia di Ante Pavelić si annetté le Bocche di Cattaro. Nell'ottobre dello stesso anno Drljević fu esiliato dal Montenegro.
Nel 1944, nello Stato Indipendente di Croazia, Drljević promuoveva il Consiglio di Stato del Montenegro, che avrebbe dovuto agire come governo in esilio. In seguito Ante Pavelić e Drljević crearono l'Armata Popolare del Montenegro, distinta dalle forze cetniche di Pavle Đurišić.
Nel frattempo, il 21 luglio 1943, Pirzio Biroli era stato sostituito dal generale Curio Barbassetti, conte di Prun. Il successivo 8 settembre, con l'armistizio fra l'Italia e gli Alleati, le truppe italiane si sbandavano, parte cercando di rientrare in Italia, parte fatte prigioniere dei tedeschi e parte aderivano alla resistenza montenegrina.
Dopo la partenza del governatore italiano, il Montenegro rimase sotto il diretto controllo delle truppe tedesche, mentre una terribile e sanguinaria guerriglia interessava tutta la regione. È a questo periodo che risalgono le uccisioni operate dalle truppe naziste di decine di migliaia di civili. Nel dicembre del 1944 le truppe tedesche si ritiravano dal Montenegro e i partigiani di Tito assumevano il controllo, ponendo fine all'esistenza del Regno del Montenegro.

## Il Montenegro nella Repubblica Federale Socialista di Jugoslavia
Con la vittoria dei comunisti, il Montenegro venne integrato nel nuovo stato jugoslavo.
La Repubblica Socialista di Montenegro con la denominazione di Repubblica Popolare di Montenegro fu una delle sei repubbliche che fondarono la Repubblica Federativa Popolare di Jugoslavia; prese la denominazione di Repubblica Socialista di Montenegro in seguito alla costituzione del 1963 con cui la federazione prendeva il nome di Repubblica Socialista Federale di Jugoslavia.
Con la fine del governo socialista e la dissoluzione della Jugoslavia, nel 1992, con la denominazione di Repubblica di Montenegro, diede vita insieme alla Repubblica di Serbia a una nuova federazione denominata Repubblica Federale di Jugoslavia.

## Crollo della Jugoslavia e nuova indipendenza

### Unione con la Serbia
Nel referendum del 1992 con il 95,96% dei voti, la popolazione montenegrina decise di rimanere nella Federazione Jugoslava in cui era rimasta sola con la Serbia, sebbene l'affluenza alle urne fosse stata del 66% a causa del boicottaggio dell'etnia musulmana, delle minoranze cattoliche e degli indipendentisti. Questi sostenevano che la votazione fosse stata organizzata in condizioni non democratiche.
Nel 1996, il governo di Milo Đukanović attenuò il legame tra Montenegro e Serbia. Le tensioni tra i due stati erano ancora critiche nonostante il cambio di politica di Belgrado. Il Montenegro formò la propria linea politica economica ed introdusse il marco tedesco come moneta corrente, come proposto al tempo dal ministro dell'economia. Il dinaro serbo non era usato nel Montenegro tranne che da turisti.
Nel 2002, la Serbia ed il Montenegro arrivarono a un nuovo accordo riguardante la cooperazione. Nel 2003, la Federazione Jugoslava venne ridefinita come "Serbia e Montenegro".

### Indipendenza

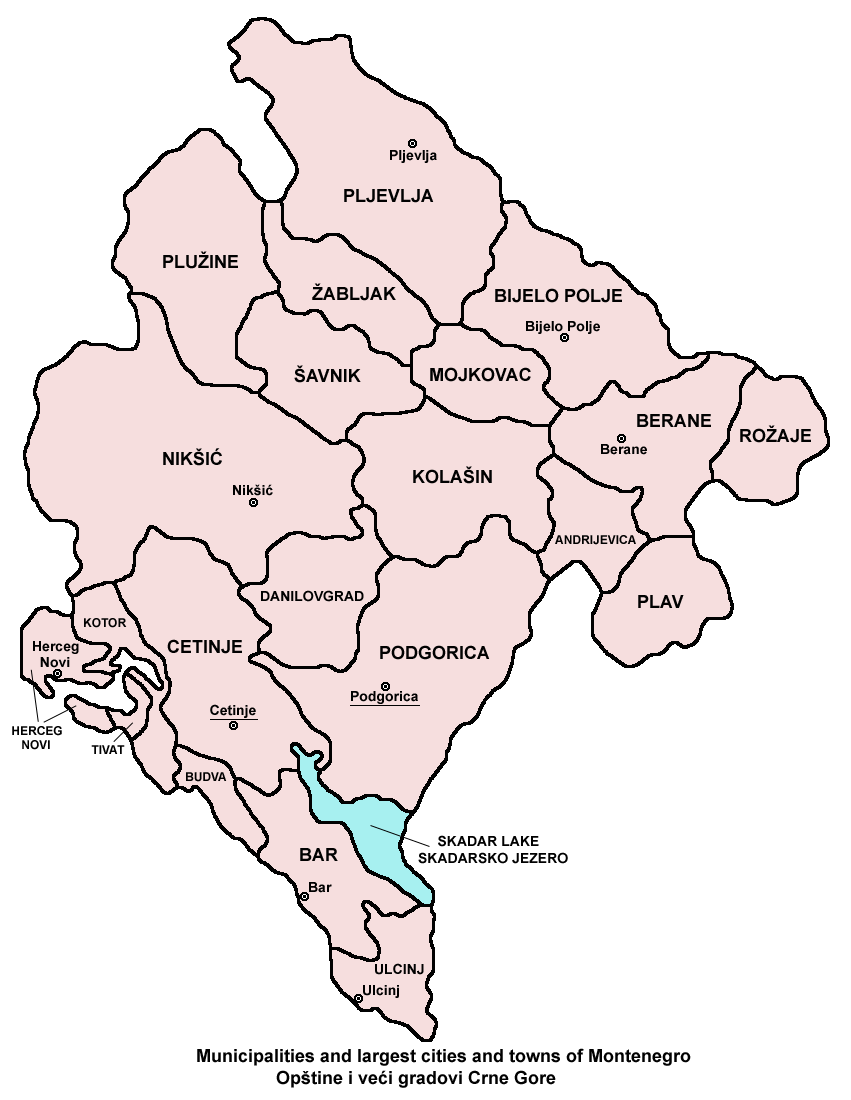

Lo status del Montenegro e, in particolare, la fine dell'unione con la Serbia sono stati decisi dal referendum sull'indipendenza del Montenegro del 21 maggio 2006, cui ha partecipato la percentuale dell'86,5% del corpo elettorale, cioè 419.240 votanti, a seguito del quale il 55,5% degli stessi, pari a 230.661 voti, si è espresso a favore dell'indipendenza del paese: si tratta dunque di una percentuale di poco superiore alla soglia del 55% concordata con l'Unione europea per rendere valido il referendum; in valore assoluto la soglia minima necessaria è stata superata per soli 2300 voti. Di conseguenza, il Parlamento del Montenegro ha intrapreso le procedure legali per dichiarare l'indipendenza. L'iter si è chiuso il 3 giugno 2006 con la dichiarazione d'indipendenza, seguita e quindi confermata il giorno successivo da un analogo atto da parte della Serbia.
Le autorità del Montenegro hanno subito intavolato delle trattative con la Serbia per risolvere i problemi legati alla separazione. La Serbia, gli Stati membri dell'Unione Europea ed i membri permanenti del Consiglio di sicurezza delle Nazioni Unite hanno immediatamente fatto capire che avrebbero riconosciuto l'indipendenza del Montenegro, rimuovendo gli ostacoli sulla strada della nascita del nuovo stato sovrano. Il primo stato ad aver riconosciuto l'indipendenza del Montenegro è stata l'Islanda, l'8 giugno 2006.
Il 28 giugno 2006, il Montenegro è entrato a far parte delle Nazioni Unite come 192° Stato membro ed il 22 ottobre 2007 è stata promulgata ufficialmente la nuova Costituzione.
Nel giugno 2017, il Montenegro è diventato il 29° membro della NATO.